# Unterseeboot UC-40
Pour les autres navires du même nom, voir Unterseeboot 40.
L'Unterseeboot UC-40 est un sous-marin (U-Boot) mouilleur de mines allemand de type UC II utilisé par la Kaiserliche Marine pendant la Première Guerre mondiale. Le U-boot a été commandé le 20 novembre 1915 et lancé le 5 septembre 1916. Il a été mis en service dans la marine impériale allemande le 1er octobre 1916 sous le nom de UC-40. En 17 patrouilles, l'UC-40 a coulé 30 navires, soit par ses torpilles, soit par les mines qu’il a mouillées. Après l’armistice du 11 novembre 1918, l'UC-40 devait gagner la Grande-Bretagne pour se rendre, mais il a sombré en route dans la mer du Nord le 21 janvier 1919.

## Conception
Sous-marin de type UC II, l'UC-40 avait un déplacement de 400 tonnes en surface et de 480 tonnes en plongée. Il avait une longueur hors tout de 49,45 m, un maître-bau de 5,22 m et un tirant d'eau de 3,68 m. Le sous-marin était propulsé par deux moteurs diesel 6 cylindres à quatre temps produisant chacun 260 ch (190 kW), soit un total de 520 ch (380 kW), et par deux moteurs électriques produisant 460 ch (340 kW), actionnant deux arbres d'hélice.
Le sous-marin avait une vitesse maximale de 11,7 nœuds (21,7 km/h) en surface et de 6,7 nœuds (12,4 km/h) en immersion. Son autonomie était de 9400 milles marins (17430 km) à 7 nœuds (13 km/h) en surface, et de 60 milles marins (110 km) à 4 nœuds (7,4 km/h) en immersion. Il lui fallait 48 secondes pour plonger, et il était capable d’opérer à une profondeur maximale de 50 mètres.
L'UC-40 était équipé de trois tubes lance-torpilles de 500 mm, un à l’arrière et deux à l’avant, avec sept torpilles, et d’un canon de pont de 8,8 cm SK L/30. Mais son arme principale était ses six puits de mine de 1000 mm portant dix-huit mines UC 200. Son effectif était de vingt-six membres d’équipage.

## Affectations
- I Flottille : du 15 décembre 1916 au 24 septembre 1918
- Flottilles des Flandres / Flottille I : du 24 septembre au 11 octobre 1918
- I Flottille : du 11 octobre au 11 novembre 1918

## Commandants
- Oberleutnant zur See Gustav Deuerlich : du 1er octobre 1916 au 15 août 1917
- Oblt.z.S. / Kapitänleutnant Hermann Menzel : du 16 août 1917 au 7 août 1918
- Leutnant zur See Bernhard Wischhausen : du 9 août au 11 novembre 1918

## Navires coulés
| Date              | Nom             | Nationalité    | Tonnage | Destin    |
| ----------------- | --------------- | -------------- | ------- | --------- |
| 22 janvier 1917   | Kamma           | Suède          | 1516    | Coulé     |
| 28 mars 1917      | Hero            | United Kingdom | 66      | Coulé     |
| 1 avril 1917      | Bergenhus       | Danemark       | 1017    | Coulé     |
| 6 avril 1917      | Presto          | United Kingdom | 1143    | Coulé     |
| 10 mai 1917       | HMT Lord Ridley | Royal Navy     | 215     | Coulé     |
| 23 mai 1917       | Gran            | Norvège        | 1153    | Coulé     |
| 25 juin 1917      | HMT Gelsina     | Royal Navy     | 227     | Coulé     |
| 30 juillet 1917   | Amor            | Danemark       | 196     | Coulé     |
| 6 août 1917       | Polanna         | United Kingdom | 2345    | Coulé     |
| 8 septembre 1917  | Family’s Pride  | United Kingdom | 39      | Coulé     |
| 9 septembre 1917  | Swiftsure       | United Kingdom | 823     | Coulé     |
| 10 septembre 1917 | Margarita       | United Kingdom | 2788    | Endommagé |
| 10 septembre 1917 | Parkmill        | United Kingdom | 1316    | Coulé     |
| 12 septembre 1917 | HMT Asia        | Royal Navy     | 309     | Coulé     |
| 12 septembre 1917 | Glenelg         | United Kingdom | 4160    | Endommagé |
| 11 octobre 1917   | Voronezh        | Empire russe   | 5331    | Endommagé |
| 19 octobre 1917   | Slavonic        | Empire russe   | 3604    | Coulé     |
| 21 octobre 1917   | Anglo Dane      | Danemark       | 808     | Coulé     |
| 21 octobre 1917   | Flynderborg     | Danemark       | 1400    | Coulé     |
| 24 octobre 1917   | Novington       | United Kingdom | 3442    | Endommagé |
| 24 octobre 1917   | Woron           | Empire russe   | 3342    | Coulé     |
| 8 décembre 1917   | HMS Grive       | Royal Navy     | 2037    | Coulé     |
| 12 décembre 1917  | Leonatus        | United Kingdom | 2099    | Coulé     |
| 8 mars 1918       | Corsham         | United Kingdom | 2760    | Coulé     |
| 8 mars 1918       | Intent          | United Kingdom | 1564    | Coulé     |
| 10 mars 1918      | HMT Columba     | Royal Navy     | 138     | Coulé     |
| 14 mars 1918      | Castleford      | United Kingdom | 1741    | Coulé     |
| 28 avril 1918     | HMT Emley       | Royal Navy     | 223     | Coulé     |
| 28 avril 1918     | Upcerne         | United Kingdom | 2984    | Coulé     |
| 8 juin 1918       | Eros            | United Kingdom | 181     | Coulé     |
| 12 juin 1918      | Afrique         | France         | 2457    | Coulé     |
| 15 juin 1918      | Cairnmona       | United Kingdom | 4666    | Endommagé |
| 16 juin 1918      | Melanie         | United Kingdom | 2996    | Coulé     |
| 23 juillet 1918   | HMS Vanity      | Royal Navy     | 1300    | Endommagé |
| 26 juillet 1918   | Blairhall       | United Kingdom | 2549    | Coulé     |
| 27 juillet 1918   | Crimdon         | Suède          | 1599    | Coulé     |
| 30 juillet 1918   | War Deer        | United Kingdom | 5323    | Endommagé |
| 3 août 1918       | Skjold          | Danemark       | 166     | Endommagé |